# Stela
Stela (nebo také Stella) je ženské křestní jméno latinského původu, pocházející ze slova stella – „hvězda“. Jméno se vyskytuje také ve variantě Estel/a.
Podle českého kalendáře má svátek 4. března.
Domácké podoby jména: Stelka, Stelina, Steli(nka), Steluš(ka).

## Statistické údaje
Následující tabulka uvádí četnost jména v ČR a pořadí mezi ženskými jmény ve srovnání dvou roků, pro které jsou dostupné údaje MV ČR – lze z ní tedy vysledovat trend v užívání tohoto jména:
| Rok       | Četnost  | Pořadí    |
| 1999      | 73       | 636.      |
| 2002      | 81       | 613.      |
| Porovnání | o 8 více | o 23 lépe |

Změna procentního zastoupení tohoto jména mezi žijícími ženami v ČR (tj. procentní změna se započítáním celkového úbytku žen v ČR za sledované tři roky) je +11,8 %.

## Varianty jména v cizích jazycích
- Stela (rumunsky)
- Stella (anglicky, německy, italsky, nizozemsky)
- Estelle (francouzsky, anglicky)
- Estela (portugalsky, španělsky)
- Estella (anglicky)
- Estrella (španělsky)

## Známé nositelky jména
- Stella Adams – americká herečka
- Stella Levy – izraelská vojačka a politička
- Stella Májová – česká herečka a zpěvačka
- Stella Maxwell – britská modelka
- Stella Nina McCartney Willis – anglická módní návrhářka, dcera Paula McCartneyho
- Stella Zázvorková – česká herečka